# Certificació de senzills
La certificació de senzills és la certificació que companyies de la majoria de països del món dona als senzills basant-se en les seves vendes (o en defecte, en els subministraments). A Espanya seria PROMUSICAE, als EUA la RIAA, a Austràlia l'ARIA, al Regne Unit el BPI. S'estima que només als EUA hi ha hagut aproximadament unes 2.600 certificacions de senzills.
Recentment, les descàrregues digitals de singles han començat a ésser certificades, degut al gran increment del mercat digital i del decreixement (també gran) del mercat físic de senzills. Tot i que les descàrregues digitals (també descàrregues legals) van començar pel 2003, no va ser fins al 2005 fins que van prendre prou envergadura, i va ser quan Billboard, va començar a comptar-les per fer la llista de senzills Hot 100. Això es va fer, a causa del fet que abans del canvi, els senzills rebien menys descàrregues i trigaven més a acumular un nombre major, mentre que després del canvi, trigaven menys a arribar a nombres majors de descàrregues.
El 2004 perquè un senzill sobrepassés unes vendes de 100.000 calia gairebé tot un any, mentre que el 2006, la Shakira amb Hips Don't Lie, vengué aproximadament unes 269.000 cançons digitals en només una semana, i esdevingué Platí en només una setmana. La cançó amb més descàrregues rebudes en una sola setmana és Fergalicious de la Fergie amb 295.000 descàrregues rebudes al gener del 2007.

## Nivells de certificació als EUA
Per a senzills stàndard:
- Or quan es reparteixen 500.000 còpies
- Platí quan es reparteixen 1.000.000 còpies
- Doble Platí quan es reparteixen 2.000.000 còpies

Nota: Abans de l'1 de gener, de 1989, l'or s'aconseguia amb 1.000.000 còpies, i el platí amb 2.000.000
Per a senzills digitals:
- Or quan es descarreguen 500.000 cançons
- Platí quan es descarreguen 1.000.000 cançons
- Doble Platí quan es descarreguen 2.000.000 cançons

Nota: Abans de Juny, de 2005, l'or s'aconseguia amb 100.000 còpies, i el platí amb 200.000

## Les cançons més descarregades de la història (als EUA)
5x Platí
1. Low - Flo Rida Feat. T-Pain 5.110.000 [34/2009]
4x Platí
2. Just Dance - Lady GaGa Feat. Colby O' Donis 4.539.000 [37/2009]
3. I'm Yours - Jason Mraz 4.490.000 [36/2009]
4. Apologize - Timbaland Feat. One Republic 4.350.000 [29/2009]
5. Crank That - Soulja Boy 4.240.000 [29/2009]
6. Boom Boom Pow - Black Eyed Peas 4.103.105
7. Viva La Vida - Coldplay 4.020.000 [34/2009]
8. Poker Face - Lady GaGa 4.005.425
3xPlatí
9. Hot N' Cold - Katy Perry 3.850.000 [34/2009]
10. Love Story - Taylor Swift 3.834.826 [34/2009]
11. Right Round - Flo Rida Feat. Ke$ha 3.768.137 [34/2009]
12. Bleeding Love - Leona Lewis 3.760.000 [29/2009]
13. Stronger - Kanye West 3.730.000 [34/2009]
14. Disturbia - Rihanna 3.570.000 [29/2009]
15. Hey There Delilah - Plain White T's 3.550.000 [29/2009]
16. Lollipop - Lil' Wayne 3.550.000 [29/2009]
17. So What - P!nk 3.530.000 [34/2009]
18. I Kissed A Girl - Katy Perry 3.520.000 [29/2009]
19. Live Your Life - T.I. Feat. Rihanna 3.520.000 [34/2009]
20. Whatever You Like - T.I. 3.410.000 [29/2009]
21. Let It Rock - Kevin Rudolf Feat. Lil' Wayne 3.410.000 [34/2009]
22. Big Girls Don't Cry - Fergie 3.360.000 [24/2009]
23. Umbrella - Rihanna Feat. Jay-Z 3.340.000 [29/2009]
24. SexyBack - Justin Timberlake Feat. Timbaland 3.230.000 [29/2009]
25. Gives You Hell - All American Rejects 3.221.710 [34/2009]
26. Heartless - Kanye West 3.203.347 [29/2009]
27. How To Save A Life - The Fray 3.190.000 [29/2009]
28. No One - Alicia Keys 3.110.000 [29/2009]
29. Rockstar - Nickelback 3.090.000 [29/2009]
30. Don't Stop Believin' - Journey 3.040.000 [36/2009]
31. Love Song - Sara Bareilles 3.029.635 [35/2009]
32. Paper Planes - M.I.A 3.016.894 [34/2009]
33. Bubbly - Colbie Caillat 3.013.573 [35/2009]
34. Girlfriend - Avril Lavigne 3.000.000 [31/2009]
2x Platí
35. Single Ladies (Put a Ring on It) - Beyoncé 2.997.593 [37/2009]
36. Bad Day - Daniel Powter 2.866.000 [31/2009]
37. I Gotta Feeling - Black Eyed Peas 2.808.319 [37/2009]
38. Smack That - Akon Feat. Eminem 2.830.098 [29/2009]
39. Fergalicious - Fergie Feat. Will.I.Am 2.767.594 [30/2009]
40. Glamorous - Fergie Feat. Ludacris 2.693.542 [32/2009]
41. Gold Digger - Kanye West Feat. Jamie Foxx 2.660.257 [37/2009]

## Nivells de certificació a Espanya
Per a senzills físics:
- Or quan es reparteixen 10.000 còpies
- Platí quan es reparteixen 20.000 còpies
- Doble Platí quan es reparteixen 40.000 còpies

Per a senzills digitals:
- Or quan es rep 20.000 descàrregues
- Platí quan rep 40.000 descàrregues
- Doble Platí quan rep 80.000 descàrregues

Per a albums digitals:
- Or quan rep 30.000 descàrregues
- Platí quan rep 60.000 descàrregues
- Doble Platí quan rep 120.000 descàrregues

- Cal remarcar que en haver-se fusionat recentment les llistes digitals amb les físiques tant en albums com en senzills, les certificacions de cadascun es comptabilitzen amb les vendes tant físiques com les digitals.

## Les cançons més descarregades de la història (a Espanya)
1. Umbrella - Rihanna Feat. Jay-Z 229.000 [5/2009] 11xPlatí
2. Colgando En Tus Manos - Carlos Baute amb Marta Sánchez 197.542 [36/2009] 9xPlatí
3. Amor Gitano - Alejandro Fernández Feat. Beyoncé 194.000 [2/2009] 9xPlatí
4. Me Enamora - Juanes 182.000 [11/2009] 9xPlatí
5. Que Hiciste - Jennifer López 179.000 [7/2009] 8xPlatí
6. Pure Intuition - Shakira 164.000 [54/2008] 8xPlatí
7. Don't Stop The Music - Rihanna 159.000 [24/2009] 7xPlatí
8. Me Muero - La 5a Estación 149.000 [13/2009] 7xPlatí
9. Tu Recuerdo - Ricky Martin Feat. La Mari (de Chambao) 133.000 [46/2008] 6xPlatí
10. Moving - Macaco 124.687 [36/2009] 3xPlatí
11. Tenía Tanto Que Darte - Nena Daconte 107.000 [34/2009] 5xPlatí
12. No Estamos Solos - Eros Ramazzotti Feat. Ricky Martin 105.000 [44/2008] 5xPlatí
13. Para Tí Sería - Nek Feat. El Sueño de Morfeo 101.000 [52/2008] 5xPlatí
14. Papeles Mojados - Chambao 86.000 [34/2009] 4xPlatí
15. Lamento Boliviano - Dani Mata 82.000 [34/2009] 4xPlatí
16. Say It Right - Nelly Furtado 77.000 [26/2009] 3xPlatí
17. El Chiki Chiki - Rodolfo Chikilicuatre 76.000 [24/2009] 3xPlatí
18. Nada Que Perder - Conchita 69.000 [17/2009] 3xPlatí
19. Las De La Intuición - Shakira 68.000 [3/2008] 3xPlatí
20. All Good Things (Come To An End) - Nelly Furtado 67.000 [33/2009] 3xPlatí